# DLT Solutions

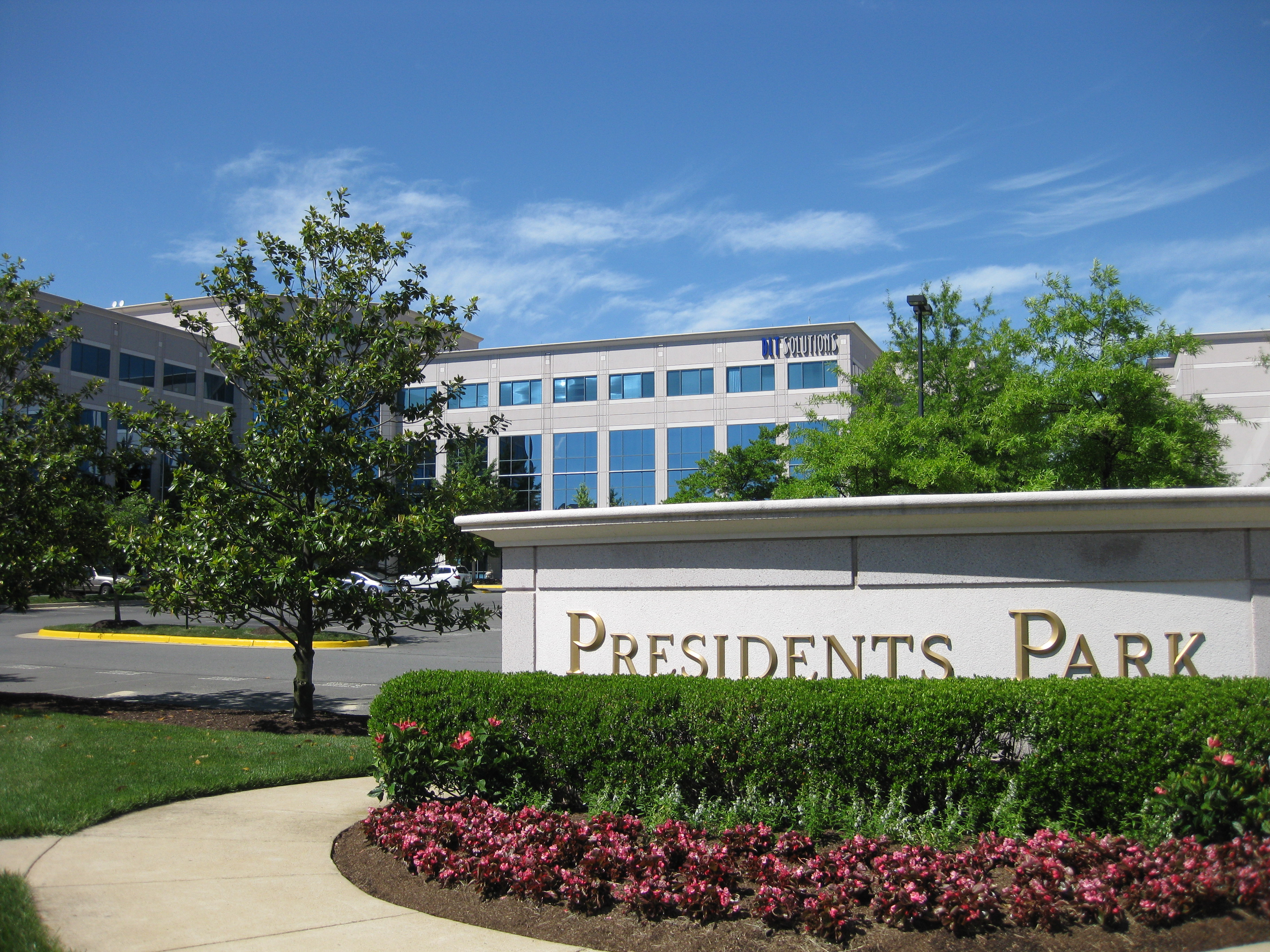
Офис DLT Solutions в Херндоне, Виргиния.

DLT Solutions — американская компания по разработке, дистрибуции и продаже компьютерных аппаратных решений и программного обеспечения для нужд органов власти федерального уровня, уровня штатов и местного уровня, а также для образовательных учреждений. Относится к так называемым компаниям Value Added Reseller. Расположена в Херндоне, штат Виргиния.
Основана в 1991 году Томасом Маррелли, умершим в 2002 году. В 2005 году его наследники продали компанию тогдашнему президенту и
исполнительному директору компании Рику Маркотту и тогдашнему финансовому директору Крейгу Адлеру. Выручка компании составила $800 млн в 2012 году, $857 млн в 2013-м и более 900 млн в 2014-м. В 2015 году компания продана основным собственником MTZP Capital Group частной инвестиционной компании Millstein & Co. В 2015 году в компании работало 230 сотрудников на территории Вашингтонской агломерации.
DLT Solutions в основном перепродаёт программное и аппаратное обеспечение компаний Autodesk, Dell Software, Red Hat, Oracle и Symantec. В 2014 году DLT Solutions выпустила 2 собственных продукта, CODEvolved и Cloud Navigator, помогающих работникам государственного сектора научиться и применять облачные продукты.

## История
Основана в 1991 году Томасом Дж. Маррелли. Компания разрабатывает и продаёт компьютерное аппаратное и программное обеспечение и предоставляет профессиональные услуги в сфере информационных технологий в Херндоне (штат Виргиния). В 2004 году Рик Маркотт пришёл в компанию на должность президента и CEO после года работы в совете директоров. После смерти Маррелли в 2002 году его наследники в 2005 году продали компанию президенту и исполнительному директору компании Рику Маркотту и финансовому директору Крейгу Адлеру. В ходе приобретения банк SunTrust Banks обеспечил финансирование сделки, а BB&T Capital Markets и Windsor Group консультировали DLT Solutions. Маркотт работал с основателем, Томасом Маррелли, в середине 1990-х, когда Маррелли возглавлял одно из отделений федеральной сети компании Exide Electronics, а Маркотт был директором по развитию нового бизнес направления. В 2005 году компания занималась продажей продуктов Oracle, Autodesk, Quest Solutions, Red Hat и Adobe Systems.
Компания в основном работает с учреждениями государственного сектора, такими как Министерство обороны США, и администрации штатов и муниципалитетов. В 2013 году, после сокращения расходов федерального бюджета США, компания стала в большей степени работать с администрациями штатов и муниципалитетов, чем с федеральными органами. DLT выиграла контракт штата Колорадо на установку программного обеспечения Oracle для колорадских учреждений медицинского страхования.
В 2014 году в 80 % проектов DLT использовались продукты Autodesk, Dell Software, Red Hat, Oracle и Symantec.

## Продажа Millstein & Co
30 января 2015 года DLT Solutions объявила, что частная инвестиционная компания Millstein & Co покупает её.
Незадолго до покупки Millstein & Co основным собственником стала MTZP Capital Group.
По соглашению о покупке управляющий партнёр Millstein & Co Алан Марк Смит стал президентом и CEO DLT Solutions, сменив Рика Маркотта, занимавшего эти должности на протяжении 10 лет. После продажи компании Маркотт остался вице-председателем совета директоров и консультантом. За два-три года до продажи компании её выручка составляла $800 млн
в 2012 году, $857 млн в 2013-м и более 900 млн в 2014-м.
За несколько месяцев до продажи DLT выиграла многомиллионные контракты с Администрацией социального обеспечения, Военно-морским министерством США, SEWP-контракт для НАСА, Министерством обороны США и Internet2.
В 2015 году в компании работало 230 сотрудников на территории Вашингтонской агломерации.

## Продукты
В апреле 2014 года DLT Solutions выпустила CODEvolved, продукт типа «платформа как услуга», который интегрирует в себе OpenShift от Red Hat, Amazon Web Services, и наработки самой DLT в данной предметной области. Технология предназначена для помощи клиентам DLT в быстром получении облачных продуктов. В июне 2014 года DLT выпустила DLT Cloud Navigator, набор инструментов, помогающих учреждениям гос. сектора применять облачные технологии. Cloud Navigator содержит продукты от Oracle , Red Hat и Amazon.